# Jens-Uwe Völmecke
Jens-Uwe Völmecke (* 5. April 1966 in Wuppertal) ist ein deutscher Musikwissenschaftler, Autor und Hörfunkmoderator.

## Leben und Wirken
Jens-Uwe Völmecke studierte von 1986 bis 1992 Germanistik, Anglistik und Volkswirtschaftslehre an der Universität zu Köln und promovierte hier an der Philosophischen Fakultät bei Walter Pape zum Dr. phil. mit der Dissertation: Die Berliner Jahresrevuen 1903–1913 und ihre Weiterführung in den Revue-Operetten des Ersten Weltkrieges.
Von 1986 bis 2012 wirkte Jens-Uwe Völmecke als Autor und Moderator der Sendereihe Schellack Schätzchen auf WDR 4. Parallel dazu betreute er eine Reihe von Operetten- und Konzertproduktionen des WDR Funkhausorchesters, darunter Casanova von Ralph Benatzky (2005), Brüderlein fein  und Paroli von Leo Fall (2012) oder Bert Kaempfert (2013). Von 2003 bis 2023 schrieb Völmecke die Manuskripte und recherchierte für die Sendereihe Scheinwerfer (WDR 4) sowie von 2006 bis 2015 für Das Samstagskonzert (WDR 4). Gemeinsam mit Reinold Louis konzipierte und realisierte er 2011 und 2012 mit dem WDR Funkhausorchester unter dem Dirigat von Niklas Willén die Konzerte und die CD-Produktion Dat sin echte Kölsche Tön (Folge 1 und 2), basierend auf wieder aufgefundenen Partituren aus den 50er Jahren. Unter Jens-Uwe Völmeckes Kuratierung erfolgt die Auswahl der EBU-Beiträge sämtlicher WDR-Klangkörper.
Für die Edition Staatskapelle Dresden / Semperoper Edition erfasst Jens-Uwe Völmecke seit 2004 die Aufnahmetätigkeit der Staatskapelle Dresden beginnend im Jahr 1923 mit den frühesten Tonaufzeichnungen unter der Leitung von Fritz Busch. Zusammen mit Steffen Lieberwirth veröffentlicht er die in den frühen 40er Jahren beginnenden umfangreichen Rundfunkproduktionen sowohl im Bereich Opern und Konzert beim Label Profil Edition Günter Hänssler. Für die analog strukturierte Edition RadioMusiken rekonstruierte Völmecke 2005 bis 2011 Einspielungen für das Medium Rundfunk zwischen 1928 und 1933 komponierter musikalischer Werke mit dem Orchester der Staatsoperette Dresden, musikalische Leitung Ernst Theis, darunter Edmund Nick / Erich Kästner: Leben in dieser Zeit sowie Radio Suiten und Ouvertüren.
Völmeckes redaktionelles und publizistisches Wirken schließt seit 1997 Hörfunksendungen für MDR Kultur, BR-Klassik und seit 2009 auch Fernsehproduktionen für ZDF/arte ein. Als Autor von Sachbeiträgen bringt er sich in Periodika wie Triangel,  Edition Text + Kritik oder Neue Musikzeitung (NMZ) ein und engagiert sich als (Mit-)Herausgeber von CD-Editionen und DVD-Filmreihen historischer Filmwerke, so zum Beispiel für die Reihe Schätze des deutschen Tonfilms des Hamburger Labels Spirit Media mit der Wiederentdeckung verschollen geglaubter Vorkriegsfilme wie etwa den beiden frühesten deutschen Edgar-Wallace-Verfilmungen Der Zinker (1931) und Der Hexer (1932).
Jens-Uwe Völmecke ist seit 1996 mit der Paraguayerin Blanca Estela Segovia de Völmecke verheiratet und ist Vater von zwei Töchtern.

## Schriften (Auswahl)
- Die Berliner Jahresrevuen 1903–1913, Inaugural-Dissertation zur Erlangung des Doktorgrades der Philosophischen Fakultät der Universität Köln. Verlag TÜV Rheinland, Köln 1997, ISBN 3-8249-0415-2
- Ich habe ein gutes Leben gehabt – in Deutschland. Ein Besuch bei Roman Cycowski (Comedian Harmonists). in: Triangel – Das Programmjournal von MDR Kultur, September 1998
- Wie einst Lili Marleen – Porträt des Komponisten Norbert Schultze in: Triangel – Das Programmjournal von MDR Kultur, Januar 1999
- Marlene. Ein Lebenslauf in vier Folgen zum 100. Geburtstag von Marlene Dietrich, Triangel September–Dezember 2001
- Ralph Benatzky – Eine Komponistenkarriere zwischen Berlin und Hollywood, in: Triangel – Das Programmjournal von MDR Kultur, August 2002
- Angepasst und Widerständig. Wehrmachtsoffizier und Jazzpropagandist Dietrich Schulz-Köhn (Dr. Jazz)[4]. in: Triangel – Das Programmjournal von MDR Kultur, Januar 2003.
- Swingtanzen verboten! Die Verfolgung der Hamburger Swingjugend im Zweiten Weltkrieg. in: Triangel – Das Programmjournal von MDR Kultur, September 2003
- Ein Lied geht um die Welt – Joseph Schmidt zum 100. Geburtstag. in: Triangel – Das Programmjournal von MDR Kultur, März 2004
- Die Stars von Charells „Rössl“ Inszenierung vor und nach 1933, in: Musik-Konzepte 133/134: Im weißen Rössl. Zwischen Kunst und Kommerz, Hg. Ulrich Tadday, Edition Text und Kritik, 2006, ISBN 978-3-88377-841-9
- Musik für’s Radio. Die Kompositionsaufträge des deutschen Rundfunks in den 1920er Jahren, in: Triangel – Das Programmjournal von MDR Kultur, Juni 2006
- Schallplatten ... die große Mode - Ein Medium feiert sich selbst, zusammen mit Günter Neumann und Rüdiger Bloemecke, Hg. Richard Weize, mit 3 CDs, ... and more bears, Vollersode 2024, ISBN 978-3-00-079407-0
- Dreh'n wir mal das Radio an: Das Radio-Jahrhundert - Die ersten 50 Jahre 1923-1973, Hg. Richard Weize, mit 4 CDs, ... and more bears, Vollersode 2024

## Musikfeatures (Auswahl)
- „Ich habe Deutschland geliebt“ – Roman Cycowski. Interview mit Roman Cycowski in Palm Springs, Produktion: MDR Kultur 1998
- Da Capo Comedian Harmonists – Jens-Uwe Völmecke im Gespräch mit Peter Czada, Nachlassverwalter der Comedian Harmonists, Produktion: MDR Kultur 1998
- Traumfabrik Babelsberg, diverse Interviewsendungen u. a. mit Ilse Werner, Konzertmoderation im Gewandhaus zu Leipzig zum Konzert der MDR Kammerphilharmonie.
- Wie einst Lili Marleen – Der Komponist Norbert Schultze im Gespräch, Produktion: MDR Kultur 1999
- Der ungeliebte Engel – Im Gespräch mit Hellmuth Karasek über Marlene Dietrich, Produktion MDR Kultur 2001
- Mit Klarinette, Saxophon und Taktstock – Franz Thon – Die „Goldene Sieben“ und die Big Band des NDR, MDR Kultur 2001
- Du hast Glück bei den Frau’n, Bel ami - Theo Mackeben Gala zum 50. Todestag, Orchester der Musikalischen Komödie Leipzig, Produktion: MDR-Kultur 2003
- Triumph und Tristesse. Der Komponist Ralph Benatzky in Amerika. Gespräch mit Inge Jens über die Herausgabe der Tagebücher des Komponisten, MDR Kultur 2003
- Nahaufnahme! – Gespräch mit Hellmuth Karasek über Billy Wilder, MDR Kultur 2003
- Veronika, der Lenz ist da – Ein Komponist zwischen Berlin und Hollywood, Musikalische Komödie, als Gast: Yvonne Jurmann. Orchester der Musikalischen Komödie Leipzig, MDR Kultur 2003
- Swing an der Alster. Die Hamburger Swingjugend im Zweiten Weltkrieg, mit Zeitzeuge Günther Discher, Reinhard Otto und Werner Prill, Barmbeker Schallarchiv, sowie Gerd Spiekermann, MDR Kultur, 2003
- Notorious – Berüchtigt! Alfred Hitchcock, seine Filme und die Kunst des Suspense, im Gespräch mit Hellmuth Karasek, Produktion MDR Kultur 2006.
- Kalman! – Emmerich Kálmán - Konzertgala, Moderation, als Gast: Yvonne Kálmán, WDR Funkhausorchester, Produktion: WDR 2013
- 70 Jahre WDR Sinfonieorchester, Beiträge u. a. über Erich Kleiber und Neue Musik, WDR 2018

## Fernsehen/Film (Auswahl)
- 2009: Recherche und Restaurierungen originalgetreuer Musiken zu historischen Stummfilmen, Redaktion: Nina Goslar, ZDF/arte
- 2009: Der Bettler vom Kölner Dom, neue Musik: Pierre Oser, WDR Funkhausorchester, Titus Engel
- 2011: Sprengbagger 1010, Originalmusik: Walter Gronostay, eingerichtet von Bernd Thewes, WDR Funkhausorchester, Titus Engel[5]
- 2011: Das Weib des Pharao, Originalmusik: Eduard Künneke, WDR Funkhausorchester, Frank Strobel. Welturaufführung der restaurierten Fassung am 17. September 2011 im Neuen Museum in Berlin
- 2012: Die Frau, nach der man sich sehnt, neue Musik von Pascal Schumacher, Auftragskomposition der Philharmonie Luxembourg, WDR Funkhausorchester, Christian Schumann
- 2017: Die Liebe der Jeanne Ney, Musikkompilation aus dem Jahr der Uraufführung von Hans May, eingerichtet von Bernd Thewes. Uraufführung bei den Ufa-Filmnächten Berlin, WDR Funkhausorchester, Frank Strobel
- 2019: Eine tolle Nacht, Neufassung der Musik nach Motiven historischer Aufnahmen von Maud Nelissen. Uraufführung bei den Ufa-Filmnächten mit Filmorchestra The Sprockets
- 2021: Mister Radio, Neue Musik von Bernd Thewes. Uraufführung der restaurierten Fassung im Oktober 2021 im Felsenkeller Leipzig; MDR-Sinfonieorchester; Frank Strobel
- 2024: Kohlhiesels Töchter (1920, Regie: Ernst Lubitsch): Neue Musik nach der Original Kinotheken Musik von Giuseppe Becce von Diego Ramos Rodríguez, musikhistorische Beratung

## Tonträger (Auswahl)
- Dr. Jazz Collection, Vol. 1: Place de Brouckère, Swing und Hot aus Belgien und Holland 1939 bis 1945
- Dr. Jazz Collection, Vol. 2: Hot Club Parade, Swing im besetzten Paris 1940 bis 1943
- Willi Stech und das Tanzorchester des Deutschlandsenders. Aufnahmen der Jahre 1942/43, DRA/Stiftung Deutsches Rundfunkarchiv
- Rundfunktanzorchester der 30er Jahre. Originalaufnahmen der Sender Hamburg, Frankfurt, Stuttgart und Berlin 1937/38,  DRA/Stiftung Deutsches Rundfunkarchiv
- Tausend muntere Noten, ein Musikprogramm des Deutschlandsenders vom 21. Mai 1938, DRA/Stiftung Deutsches Rundfunkarchiv
- Swing-Sinfonie, Das Deutsche Tanz- und Unterhaltungsorchester, Willi Stech und das Große Tanzorchester des Deutschlandsenders, Aufnahmen 1942/43, DRA/Stiftung Deutsches Rundfunkarchiv
- Karl Böhm Instrumentalkonzerte[6], Solisten: Jan Dahmen, Edwin Fischer, Walter Gieseking, Max Strub, Wolfgang Schneiderhan, Lubka Kolessa, Max Zimolong, Wilhelm Backhaus, Aufnahmen 1938–1940, Edition Staatskapelle Dresden, 4CD, Profil Edition Günter Hänsler 2024